# Акимушкин, Игорь Иванович
И́горь Ива́нович Аки́мушкин (1 марта 1929, Москва — 19 апреля 1993, там же) — советский учёный-биолог, писатель, популяризатор биологии, автор научно-популярных книг о жизни животных.

## Биография
Родился 1 марта 1929 года в Москве, в семье инженера. Интерес к природе и биологии возник у него ещё в раннем детстве.
В 1937 году начал обучение в школе. Посещал кружок юных биологов при Московском зоопарке под руководством П. П. Смолина.
В 1947 году с отличием окончил школу и поступил на биолого-почвенный факультет Московского государственного университета. В 1952 году окончил вуз и был распределён на работу в Институт океанологии АН СССР. Здесь он защитил диссертацию, посвящённую осьминогам Тихого океана, получив учёную степень кандидата биологических наук.
В 1963 году Акимушкин вступил в КПСС, а в 1971 году стал лауреатом премии Всесоюзного общества «Знание». В 1979 году его приняли в Союз писателей СССР.
И. И. Акимушкин скончался на загородной даче 19 апреля 1993 года на 65-м году жизни. Похоронен на Николо-Архангельском кладбище.
В честь Акимушкина назван вид кальмаров Cycloteuthis akimushkini, описанный в 1968 году Юлией Арсеньевной Филипповой.

## Творчество
Игорь Акимушкин является автором 96 научно-художественных, научно-популярных и детских произведений о животных.
В 1961 году были изданы его первые книги: «Следы невиданных зверей» и «Тропою легенд: Рассказы о единорогах и василисках», рассказывающие о том, как легенды и слухи о почти сказочных и невероятных животных оборачивались реальными открытиями новых биологических видов. Среди читателей книги пользовались большой популярностью благодаря простому стилю изложения, манере повествования. В своих книгах Акимушкин широко пользовался зарубежными источниками, в результате многие факты русскоговорящие читатели впервые узнавали из его книг.
Начиная с 1960-х годов Акимушкин регулярно издаёт свои книги. В свет выходят такие книги как «Занимательная биология», «Куда и Как?» (повествующая об ориентации животных в пространстве), «Трагедия диких животных» (о вопросах истребления и вымирающих видах), «Первопоселенцы суши» (рассказывает о пауках), «Невидимые нити природы» (рассказывает об экологии), «Причуды природы»… Параллельно с работой над научно-популярными книгами, Акимушкин пишет сценарии для научно-документальных фильмов, а также книжки для детей («Жил-был бобр», «Кто без крыльев летает?»).
Наиболее известной публикацией автора является шеститомная серия «Мир Животных». Первое издание серии выходило с 1971 по 1975 год. Книги серии отличались обилием фотографий и необычным на то время дизайном. Страницы были обрамлены широкими белыми полями, украшенными рисунками А. Блоха и Б. Жутовского. Основной текст был отпечатан крупным шрифтом, а цитаты и дополнительные сведения — шрифтом меньшего регистра. В 1981 году в составе серии вышел ещё один, ставший шестым по счёту, том, в котором Акимушкин объединил сведения о различных домашних животных.
В 1988 году вышло переиздание «Мира Животных», изданное в 4 томах и дополненное главами про недостающие типы беспозвоночных. В оформлении книги были добавлены цветные фото, но рисованные иллюстрации, присутствовавшие в первом издании, были исключены.
Последней его работой стало авторство многих статей в т. 2 «Биология» «Энциклопедии для детей» издательства «Аванта+» (1993).

## Работы в кино
Игорь Акимушкин писал сценарии для научно-популярных и приключенческих фильмов, в числе его работ:
- «Маяки на небе» (режиссёр В. Попова, Центрнаучфильм, 1965)[7]
- «К осьминогу в гости» (режиссёр Б. Геннингс, Леннаучфильм, 1966)[8]
- «В заповеднике Аскания-Нова» (режиссёр Н. Кучерук, Свердловская студия кинохроники, 1971)[9]
- «Кто как прячется» (режиссер В. Попова, Центрнаучфильм, 1976)[10]
- «Зачем бабируссе клыки?» (в соавторстве с А. Згуриди; режиссёры: А. Згуриди, Н. Клдиашвили, Центрнаучфильм, 1979)[11]
- «По следу властелина» (в соавторстве с Вадимом Дербенёвым, Артуром Макаровым и Олегом Кузнецовым; режиссёр-постановщик Вадим Дербенёв, Мосфильм, 1979)[12]
- «По следам снежного человека…» (в соавторстве с А. Згуриди и Н. Клдиашвили; режиссёры: А. Згуриди, Н. Клдиашвили, Центрнаучфильм, 1988)[13].

Как сценарист принимал участие в работе над выпускавшимся студией Центрнаучфильм киножурналом «Звёздочка» (выпуски 2, 11, 12).

### Научная литература
- «Головоногие моллюски морей СССР», — М.: АН СССР, 1963, — 1 000 экз.
- «Класс головоногие (Cephalopoda)», М.: Просвещение, 1968, — 300 000 экз. (в книге «Жизнь животных» Том 2. Беспозвоночные)

### Научно-популярная литература
- Следы невиданных зверей. — М.: Географгиз, 1961. — 256 с. — (Рассказы о природе). — 100 000 экз.
  - 2-е изд., — М.: Мысль, 1964. — 264 с. — (Рассказы о природе). — 133 000 экз.
- Тропою легенд. — М.: Молодая гвардия, 1961. — 312 с. — 100 000 экз.
  - 2-е изд., — М.: Молодая гвардия, 1965. — 288 с. — (Эврика). — 50 000 экз.
- Приматы моря. — М.: Географгиз, 1963. — 192 с. — 100 000 экз.
  - 2-е изд., — М.: Мысль, 1974. — 192 с. — (Рассказы о природе). — 60 000 экз.
- И у крокодила есть друзья. — М.: Молодая гвардия, 1964. — 272 с. — 65 000 экз.
- Открытие «шестого чувства». — М. : Знание, 1964. — 56 с. — (Новое в жизни, науке, технике. Естествознание и религия ; вып. 1). — 51 000 экз.
- Патенты подводного царства. — М. : Знание, 1965. — 16 с. — (Новое в жизни, науке, технике. Биология и медицина ; вып. 19). — 35 000 экз.
- Куда? и как? — М.: Мысль, 1965. — 264 с. — (Рассказы о природе). — 102 000 экз.
- Дары океана на службу человеку[Комм. 2]. — М. : Знание, 1966. — 16 с. — (Новое в жизни, науке, технике. Биология и медицина ; вып. 19). — 57 800 экз.
- Занимательная биология. — М.: Молодая гвардия, 1967. — 336 с. — (Эврика). — 100 000 экз.
  - 2-е изд., — М.: Молодая гвардия, 1972. — 304 с. — (Эврика). — 100 000 экз.
  - 3-е изд., — Смоленск: Русич, 1999. — 336 с. — (Занимательный мир). — 7000 экз. ISBN 5-88590-976-8
  - 4-е изд., — М.: Просвещение, 2008. — 192 с. — (Твой кругозор). — 10 000 экз. ISBN 978-5-09-018218-8
  - 5-е изд., — СПб.: Амфора, 2015. — 320 с. — (Популярная наука). — 14 925 экз. ISBN 978-5-367-03604-6
- Трагедия диких животных. — М.: Мысль, 1969. — 175 с. — (Рассказы о природе). — 65 000 экз.
- Первопоселенцы суши. — М.: Мысль, 1972. — 206 с. — (Рассказы о природе). — 70 000 экз.
- Исчезающие животные. — М. : Знание, 1976. — С. [уточнить]. — (Народный университет. Человек и природа ; вып. [уточнить]). — 500 000 экз.
- На коне — через века. — М.: Детская литература, 1981. — 112 с. — 100 000 экз.
- Причуды природы. — М.: Мысль, 1981. — 248 с. — (Библиотечная серия). — 100 000 экз.
  - 2-е изд., — М.: Мысль, 1981. — 240 с. — 200 000 экз.
  - 3-е изд. (в 2 кн.), — М.: Молодая гвардия, 1992. — 112+128 с. — (Зелёная полка. Приложение к журналу «Юный натуралист»). — [уточнить] экз.
  - 4-е изд., — Смоленск: Русич, 1999. — 288 с. — (Занимательный мир). — 7000 экз. ISBN 5-88590-969-5
  - 5-е изд., — М.: Просвещение, 2009. — 208 с. — (Твой кругозор). — 10 000 экз. ISBN 978-5-09-019133-3
- Исчезнувший мир. — М.: Молодая гвардия, 1982. — 192 с. — (Эврика). — 100 000 экз.
  - 2-е изд., — Смоленск: Русич, 1999. — 192 с. — (Занимательный мир). — 7000 экз. ISBN 5-88590-958-X
  - 3-е изд., — М.: ИД Мещерякова, 2017. — 192 с. — (Пифагоровы штаны). — 6550 экз. ISBN 978-5-00108-095-4
- Добрые и злые пришельцы. — М. : Знание, 1984. — 94 с. — (Народный университет. Человек и природа ; вып. 9). — [уточнить] экз.
- Проблемы этологии. — М.: Молодая гвардия, 1985. — 192 с. — (Эврика). — 150 000 экз.
  - 2-е изд., — Смоленск: Русич, 1999. — 192 с. — (Занимательный мир). — 7000 экз. ISBN 5-88590-957-1
- Невидимые нити природы. — М.: Молодая гвардия, 1985. — 287 с. — 150 000 экз.
- О поведении животных. — М. : Знание, 1986. — С. [уточнить]. — (Народный университет. Человек и природа ; вып. 1). — [уточнить] экз.

#### Мир животных
- «Мир животных» в 6 тт. 1-е издание, — М.: Молодая гвардия, 1971—1981 (серия «Эврика»)
  - Том 1. «Рассказы об утконосе, ехидне, кенгуру, ежах, волках, лисах, медведях, леопардах, носорогах, гиппопотамах, газелях и многих других широко известных и редких млекопитающих» (1971)
  - Том 2. «Рассказы о зверях крылатых, бронированных, ластоногих, трубкозубых, зайцеобразных, китообразных и человекообразных» (1971)
  - Том 3. «Рассказы о птицах» (1973)
  - Том 4. «Рассказы о змеях, крокодилах, черепахах, лягушках, рыбах» (1974)
  - Том 5. «Рассказы о насекомых» (1975)
  - Том 6. «Рассказы о домашних животных» (1981)
- «Мир животных» в 4 тт. 2-е издание, — М.: Мысль, 1988—1992
  - Том 1. «Млекопитающие, или звери» (1988)
  - Том 2. «Птицы, рыбы, земноводные и пресмыкающиеся» (1989)
  - Том 3. «Насекомые. Пауки. Домашние животные» (1990)
  - Том 4. «Беспозвоночные. Ископаемые животные» (1992)
- «Мир животных» в 4 тт. 3-е издание, — М.: Мысль, 1994—1995
  - Том 1. «Млекопитающие, или звери» (1994)
  - Том 2. «Птицы, рыбы, земноводные и пресмыкающиеся» (1995)
  - Том 3. «Насекомые. Пауки. Домашние животные» (1995)
  - Том 4. «Беспозвоночные. Ископаемые животные» (1995)
- «Мир животных» в 4 тт. 4-е издание, — М.: Мысль, 1998
  - Том 1. «Млекопитающие, или звери»
  - Том 2. «Птицы, рыбы, земноводные и пресмыкающиеся»
  - Том 3. «Насекомые. Пауки. Домашние животные»
  - Том 4. «Беспозвоночные. Ископаемые животные»
- «Мир животных» в 6 тт. 5-е издание, — М.: ИД Мещерякова, 2016—2017 (серия «Пифагоровы штаны»)
  - Том 1. «Рассказы об утконосе, ехидне, кенгуру, ежах, волках, лисах, медведях, леопардах, носорогах, гиппопотамах, газелях и многих других широко известных и редких млекопитающих» (2016)
  - Том 2. «Рассказы о зверях крылатых, бронированных, ластоногих, трубкозубых, зайцеобразных, китообразных и человекообразных» (2016)
  - Том 3. «Рассказы о птицах» (2016)
  - Том 4. «Рассказы о змеях, крокодилах, черепахах, лягушках, рыбах» (2017)
  - Том 5. «Рассказы о насекомых» (2017)
  - Том 6. «Рассказы о домашних животных» (2017)

### Статьи
| Год                                             | №                                               | Название                                                                                       | Страницы                                        | Тираж                                           | Примечание                                      |
| Юный натуралист : журнал. — М.: Молодая гвардия | Юный натуралист : журнал. — М.: Молодая гвардия | Юный натуралист : журнал. — М.: Молодая гвардия                                                | Юный натуралист : журнал. — М.: Молодая гвардия | Юный натуралист : журнал. — М.: Молодая гвардия | Юный натуралист : журнал. — М.: Молодая гвардия |
| ----------------------------------------------- | ----------------------------------------------- | ---------------------------------------------------------------------------------------------- | ----------------------------------------------- | ----------------------------------------------- | ----------------------------------------------- |
| 1956                                            | 9                                               | Озеро-загадка                                                                                  | 8-9                                             | 100 000                                         |                                                 |
| 1957                                            | 3                                               | Существует легенда о дереве-людоеде                                                            | 23                                              | 100 000                                         |                                                 |
| 1957                                            | 9                                               | Таинственные следы в Гималаях                                                                  | 29—30                                           | 100 000                                         |                                                 |
| 1958                                            | 2                                               | Есть… летучие лисицы                                                                           | 33                                              | 100 000                                         |                                                 |
| 1958                                            | 4                                               | Птица умеет шить                                                                               | 26                                              | 100 000                                         |                                                 |
| 1958                                            | 12                                              | Самые быстрые                                                                                  | 20—21                                           | 100 000                                         |                                                 |
| 1959                                            | 2                                               | Священные животные                                                                             | 28—30                                           | 100 000                                         |                                                 |
| 1960                                            | 2                                               | «Поющие» изваяния                                                                              | 26—28                                           | 91 600                                          |                                                 |
| 1961                                            | 4                                               | В мире невидимок                                                                               | 24—26                                           | 87 000                                          | в соавт. с Лысогоровым Н.                       |
| 1962                                            | 1                                               | Набег груньона                                                                                 | 28—29                                           | 85 000                                          |                                                 |
| 1962                                            | 10                                              | Как спруты по суше и по воздуху путешествуют                                                   | 28—30                                           | 89 200                                          |                                                 |
| 1965                                            | 2                                               | Ходики внутри нас                                                                              | 22—23                                           | 130 000                                         |                                                 |
| 1965                                            | 3                                               | Бегут от засухи                                                                                | 10—12                                           | 130 000                                         |                                                 |
| 1965                                            | 6                                               | Где зимуют бабочки?                                                                            | 16—19                                           | 130 000                                         |                                                 |
| 1965                                            | 11                                              | Ванна из золота или шуба из шиншиллы?                                                          | 30—31                                           | 130 000                                         |                                                 |
| 1966                                            | 3                                               | Позорная медаль Шеридана                                                                       | 12—15                                           | 180 000                                         |                                                 |
| 1966                                            | 7                                               | Собака с волчьей головой                                                                       | 13—14                                           | 200 000                                         |                                                 |
| 1967                                            | 1                                               | Семь недоразумений или Кен-гу-ру                                                               | 20—22                                           | 270 000                                         |                                                 |
| 1967                                            | 7                                               | Оборона сна                                                                                    | 32—33                                           | 270 000                                         |                                                 |
| 1967                                            | 10                                              | Без мочалки и без мыла                                                                         | 24—29                                           | 270 000                                         |                                                 |
| 1968                                            | 3                                               | Тайные диверсанты                                                                              | 10—13                                           | 340 000                                         |                                                 |
| 1968                                            | 5                                               | Пора спать!                                                                                    | 32—36                                           | 340 000                                         |                                                 |
| 1968                                            | 6                                               | Воды напиться…                                                                                 | 32—35                                           | 340 000                                         |                                                 |
| 1969                                            | 4                                               | Стоп!                                                                                          | 50—51                                           | 500 000                                         |                                                 |
| 1969                                            | 8                                               | Лошади солнца                                                                                  | 34—35                                           | 500 000                                         |                                                 |
| 1969                                            | 9                                               | Лев — царь зверей?                                                                             | 16—19                                           | 500 000                                         |                                                 |
| 1969                                            | 11                                              | Волки Африки                                                                                   | 32—35                                           | 500 000                                         |                                                 |
| 1970                                            | 3                                               | Дикие родственники собаки                                                                      | 8—11                                            | 830 000                                         |                                                 |
| 1970                                            | 6                                               | Носит ли ёж яблоки на иголках?                                                                 | 41                                              | 900 000                                         |                                                 |
| 1970                                            | 6                                               | Опоссумы без «О»                                                                               | 44—47                                           | 900 000                                         |                                                 |
| 1970                                            | 7                                               | Пауки-волки и осы-охотники                                                                     | 32—35                                           | 850 000                                         |                                                 |
| 1970                                            | 10                                              | Капканы для муравьёв                                                                           | 42—43                                           | 850 000                                         |                                                 |
| 1971                                            | 5                                               | Бандикуты                                                                                      | 52—53                                           | 1 500 000                                       |                                                 |
| 1972                                            | 6                                               | Живые ракеты                                                                                   | 46—47                                           | 2 000 000                                       |                                                 |
| 1972                                            | 9                                               | Папские петухи                                                                                 | 22—25                                           | 2 000 000                                       |                                                 |
| 1972                                            | 10                                              | Ткачи и вдовушки                                                                               | 36—37                                           | 2 000 000                                       |                                                 |
| 1972                                            | 12                                              | Протей — подземный житель                                                                      | 38—39                                           | 2 000 000                                       |                                                 |
| 1973                                            | 2                                               | Голуби лесные и городские                                                                      | 22—23                                           | 2 575 000                                       |                                                 |
| 1973                                            | 4                                               | Вальдшнеп и другие «благородные» кулики                                                        | 12—15                                           | 2 567 000                                       |                                                 |
| 1973                                            | 6                                               | Жабьи похождения                                                                               | 22—24                                           | 2 581 000                                       |                                                 |
| 1973                                            | 9                                               | Сивка-бурка                                                                                    | 26—31                                           | 2 555 000                                       | в соавт. с Кузнецовым О.                        |
| 1974                                            | 9                                               | Крокодилов ел?                                                                                 | 42—43                                           | 2 550 000                                       |                                                 |
| 1975                                            | 10                                              | Тенреки                                                                                        | 45—46                                           | 2 600 000                                       |                                                 |
| 1976                                            | 3                                               | Их дикие предки                                                                                | 28—28                                           | 2 600 000                                       |                                                 |
| 1980                                            | 12                                              | Сладкоголосая птица                                                                            | 44—46                                           | 3 962 000                                       |                                                 |
| 1985                                            | 9                                               | Животные играют                                                                                | 32—35                                           | 3 200 000                                       |                                                 |
| Вокруг света : журнал. — М.: Молодая гвардия    |                                                 |                                                                                                |                                                 |                                                 |                                                 |
| 1958                                            | 1                                               | «Змей-Горыныч» из Лох-Несса                                                                    | н/д                                             | н/д                                             |                                                 |
| 1960                                            | 1                                               | Добровольные узники                                                                            | 57                                              | 165 000                                         |                                                 |
| 1960                                            | 5                                               | Сова и мышонок                                                                                 | 54                                              | 165 000                                         |                                                 |
| 1960                                            | 6                                               | Охотничьи басни?                                                                               | 24—26                                           | 165 000                                         |                                                 |
| 1960                                            | 10                                              | Карликовый кашалот                                                                             | н/д                                             | н/д                                             |                                                 |
| 1961                                            | 2                                               | Муравьиный туалет птиц                                                                         | 30                                              | 180 000                                         |                                                 |
| 1961                                            | 4                                               | Птицы ориентируются по солнцу                                                                  | 40                                              | 180 000                                         |                                                 |
| 1961                                            | 7                                               | Гигантский морской змей                                                                        | 56—59                                           | 180 000                                         |                                                 |
| 1962                                            | 3                                               | Как животные друг другу помогают                                                               | 43                                              | 180 000                                         |                                                 |
| 1962                                            | 4                                               | Как животные друг другу помогают                                                               | 47                                              | 180 000                                         |                                                 |
| 1962                                            | 6                                               | Осьминог в шоколаде                                                                            | 58—59                                           | 180 000                                         |                                                 |
| 1962                                            | 8                                               | «Союз» водорослей и животных                                                                   | 37                                              | 180 000                                         |                                                 |
| 1963                                            | 3                                               | Рождение кроншнепа                                                                             | 53                                              | 250 000                                         |                                                 |
| 1964                                            | 1                                               | Удивительное рядом                                                                             | 60—61                                           | 300 000                                         |                                                 |
| Наука и жизнь : журнал. — М.: Правда            |                                                 |                                                                                                |                                                 |                                                 |                                                 |
| 1960                                            | 12                                              | Обезьяна из Сьерра Перийа                                                                      | 49—52                                           | 195 000                                         |                                                 |
| 1961                                            | 6                                               | Кальмар-агрессор                                                                               | 76                                              | 167 900                                         |                                                 |
| 1961                                            | 9                                               | Зашифрованные на камне                                                                         | 80—81                                           | 167 900                                         |                                                 |
| 1976                                            | 3                                               | Утраченные сокровища дикой природы                                                             | 97—99                                           | 3 000 000                                       |                                                 |
| Искатель : альманах. — М.: Молодая гвардия      |                                                 |                                                                                                |                                                 |                                                 |                                                 |
| 1961                                            | 2                                               | Рассказ о сухопутном крокодиле, неуловимом татцельвурме и некоторых других диковинных животных | н/д                                             | 100 900                                         |                                                 |
| 1961                                            | 6                                               | Существует ли единорог                                                                         | н/д                                             | 100 000                                         |                                                 |
| На суше и на море : альманах. — М.: Географгиз  |                                                 |                                                                                                |                                                 |                                                 |                                                 |
| 1961                                            | 2                                               | Спрут — жертва или охотник?                                                                    | 517—519                                         | 50 000                                          |                                                 |
| 1962                                            | 3                                               | Опасны ли осьминоги?                                                                           | 589—595                                         | 90 000                                          |                                                 |
| 1966                                            | 7                                               | Последние из тарпанов                                                                          | 654—661                                         | 65 000                                          |                                                 |
| 1970                                            | 10                                              | Восьминогие наши соседи                                                                        | 545—553                                         | 100 000                                         |                                                 |
| 1971                                            | 11                                              | Звери в чешуйчатой броне                                                                       | 618—622                                         | 150 000                                         |                                                 |
| Химия и жизнь : журнал. — М.: Наука             |                                                 |                                                                                                |                                                 |                                                 |                                                 |
| 1969                                            | 10                                              | Каракурт — ядовитый паук                                                                       | 65—69                                           | 149 000                                         |                                                 |
| 1969                                            | 10                                              | Яды и противоядия                                                                              | 70                                              | 149 000                                         |                                                 |
| 1970                                            | 1                                               | Тайна за иглами                                                                                | 56—59                                           | 145 000                                         |                                                 |

### Книги для детей
- «Кто без крыльев летает», — М.: Детский мир, 1962
  - 2-е изд., — М.: Малыш, 1976. — 44 с. — 150 000 экз.
  - 3-е изд., — М.: Малыш, 1977
  - 4-е изд., — М.: Малыш, 1992 (серия «Почемучкины книжки»)
  - 5-е изд., — М.: АСТ, 2015 (в составе сборника «Такие разные животные»)
  - 6-е изд., — М.: АСТ, 2016 (серия «Почемучкины книжки»)
- «Животные морские и речные», — М.: Детский мир, 1963. — (Марочная энциклопедия). — 115 000 экз.
- «Крокодилья зубочистка», — М. Малыш, 1965
- «Индрик-зверь», — М.: Малыш, 1968
- По следам. — М.: Малыш, 1969. — 12 с. — 200 000 экз.
- С утра до вечера. — М.: Детская литература, 1969. — 288 с. — 50 000 экз.
- «Необыкновенные умельцы», — М.: Малыш, 1971
  - 2-е изд., — М.-СПб.: Речь, 2017
- «Это всё кошки», — М.: Малыш, 1971
  - 2-е изд., — М.: Оникс-лит, 2015. — 24 с. — 5000 экз. ISBN 978-5-4451-0398-1
- «Разные звери», — М.: Малыш, 1972
- «По следам», — М.: Малыш, 1973
- С вечера до утра. — М.: Детская литература, 1974. — 160 с. — 100 000 экз.
- «Удивительные птицы», — М.: Малыш, 1975
- «Это всё собаки», — М.: Малыш, 1976
- «Это всё антилопы», — М.: Малыш, 1977
- «Животные-строители», — М.: Малыш, 1978
- «Когда крокодилы летали», — М.: Малыш, 1979
  - 2-е изд., — М.: АСТ, 2015 (серия «Почемучкины книжки»)
  - 3-е изд., — М.: АСТ, 2016 (в составе сборника «Большая почемучкина книга»)
- «Чем кролик на зайца не похож», — М.: Малыш, 1981
  - 2-е изд., — М.: Малыш, 1983
  - 3-е изд., — М.: Малыш, 1987
- «В мире животных», — М.: Малыш, 1982
  - 2-е изд., — М.: Стрекоза-Пресс, 2004 (серия «Классика — детям»)
  - 3-е изд., — М.: Стрекоза-Пресс, 2007 (серия «Классика — детям»)
  - 4-е изд., — М.: Стрекоза-Пресс, 2013 (серия «Школьная классика детям»)
- «Природа-чудесница», — М.: Малыш, 1983
  - 2-е изд., — М.: Малыш, 1984
  - 3-е изд., — М.: Малыш, 1988
  - 4-е изд., — М.: Малыш, 1990
- «Жил-был ёжик», М.: Малыш, 1984
  - 2-е изд., — М.: Малыш, 1986
- Жила-была лисица. — М.: Малыш, 1985. — 8 с. — 750 000 экз.
- «Попугаи», — М.: Малыш, 1985
  - 2-е изд., — М.: Малыш, 1987
- «Батискаф», — М.: Малыш, 1985
  - 2-е изд., — М.: Малыш, 1986
  - 3-е изд., — М.: Малыш, 1988
- «Жил-был бобр», — М.: Малыш, 1987
- Жила-была белка. — М.: Малыш, 1988. — 12 с.
- «Жил-был медведь», — М.: Малыш, 1989
- «Природа-чудесница», — М.: Малыш, 1990
- «Жил-был волк», — М.: Малыш, 1990
- Самые самые… животные. — М.: Прогресс, 1994. — 20 с. — (Мини-энциклопедия «Пангея»). — 20 000 экз.
- Куда ушли динозавры? — М.: АСТ, 2017. — 16 с. — (Что такое? Кто такой?). — 50 000 экз. — ISBN 978-5-17-100249-7.
- «Рассказы о любимых животных. С вопросами и ответами для почемучек», — М.: АСТ, 2018 (Сборник произведений: «Это всё кошки», «Это всё собаки», «Это всё обезьяны», «Это всё антилопы», «С утра до вечера»)

### Переводы

#### Переводы статей других авторов
- Эйвельманс, Б. Мы должны их спасти // Вокруг света : журнал. — М.: Молодая гвардия, 1959. — № 8. — С. 24—26. — 165 000 экз.

#### Переводы книг Акимушкина
- «Rare animals», — М.: Прогресс, 1978 (на английском языке)
  - 2-е издание, — М.: Радуга, 1989 (на английском языке)
- «З вечора до ранку», — К.: Веселка, 1979 (на украинском языке)
- «Animal Travellers», — М.: Прогресс, 1978 (на английском языке)
- «Różne zwierzęta», — М.: Прогресс, 1982 (на польском языке)
- «The dog family», — М.: Радуга, 1988 (на английском языке)
- «Launen der natur», — М.: Мысль, 1988 (на немецком языке)

## Комментарии
1. ↑  Некоторые источники указывают дату рождения как 1 мая. Это противоречит свидетельству о рождении, обнародованному сестрой учёного. См.: Курий, Акимушкина, 2019.
2. ↑  В соавторстве с Натальей Михайловной Пожарицкой